# Sterławki Wielkie
Sterławki Wielkie (deutsch Groß Stürlack) ist ein Dorf in der polnischen Woiwodschaft Ermland-Masuren und gehört zur Stadt- und Landgemeinde Ryn (Rhein) im Powiat Giżycki (Kreis Lötzen).

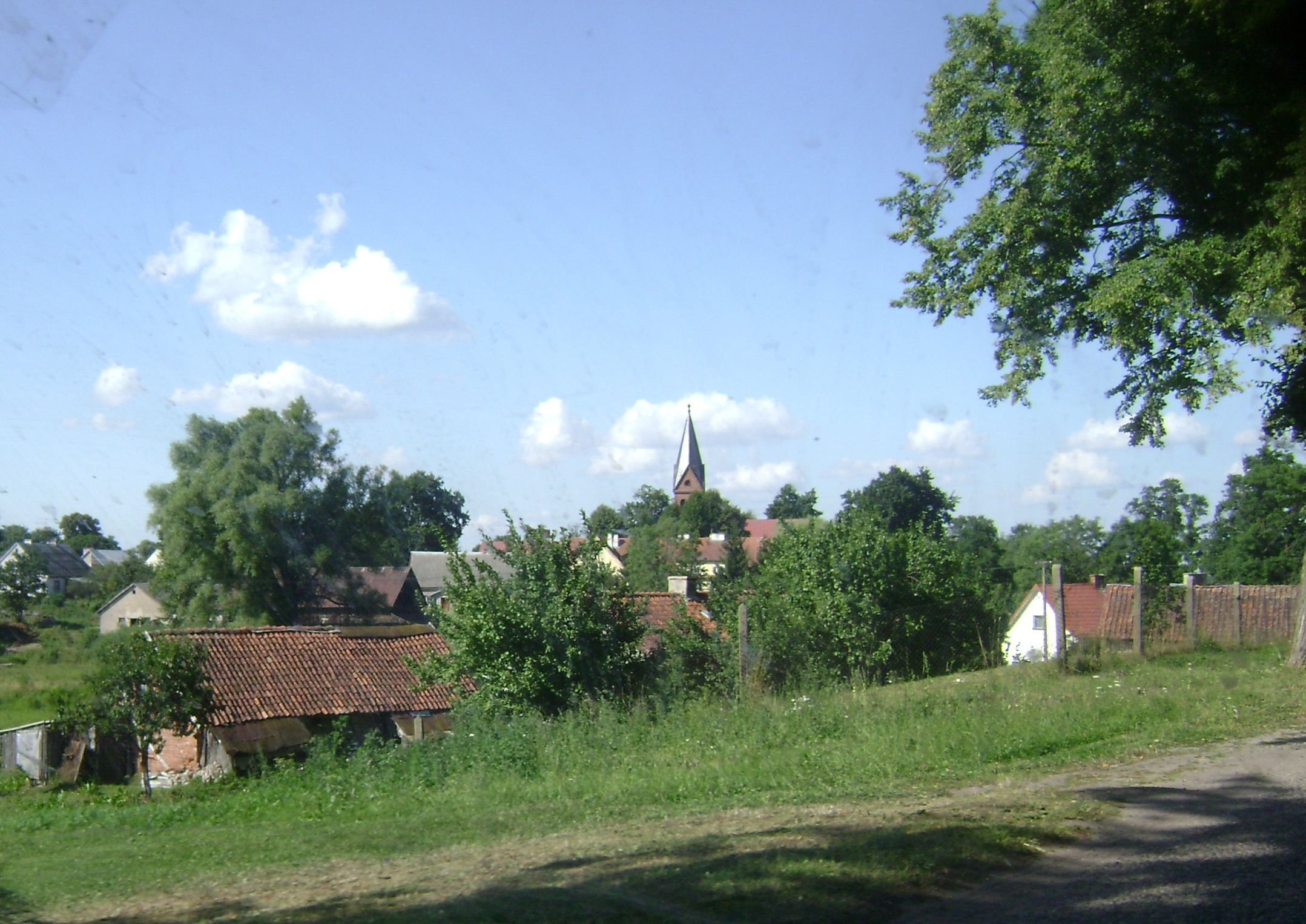
Blick auf Sterławki Wielkie

## Geographische Lage
Sterławki Wielkie liegt im nördlichen Osten der Woiwodschaft Ermland-Masuren, 13 Kilometer westlich der Kreisstadt Giżycko (Lötzen).

## Geschichte
Im Jahre 1387 wurde Groß Stürlack gegründet. Konrad Zöllner von Rotenstein war damals Hochmeister des Deutschen Ordens und initiierte die Gründung. Beim Tatareneinfall im Jahre 1656 brannte das Dorf ab, der damalige Gutsherr Freiherr Georg Schenk von Tautenburg wurde ermordet und sein Sohn Michael Wilhelm Schenk von Tautenburg entführt. Nur Johann Sigismund Schenk zu Tautenburg gelang nach fünf Jahren die Heimkehr.
Im Jahre 1811 wurde Groß Stürlack als Kirchdorf mit 48 Feuerstellen und 411 Einwohnern erwähnt. Am 29. März 1874 wurde der Ort Amtsdorf und damit namensgebend für einen Amtsbezirk. Er bestand bis 1945 und gehörte zum Kreis Lötzen im Regierungsbezirk Gumbinnen (1905 bis 1945: Regierungsbezirk Allenstein) in der preußischen Provinz Ostpreußen.
Im Jahre 1910 waren in Groß Stürlack 877 Einwohner registriert. Aufgrund der Bestimmungen des Versailler Vertrags stimmte die Bevölkerung im Abstimmungsgebiet Allenstein, zu dem Groß Stürlack gehörte, am 11. Juli 1920 über die weitere staatliche Zugehörigkeit zu Ostpreußen (und damit zu Deutschland) oder den Anschluss an Polen ab. In Groß Stürlack stimmten 700 Einwohner für den Verbleib bei Ostpreußen, auf Polen entfielen keine Stimmen.
Am 30. September 1928 wurde das Nachbardorf Adlig Stürlack (polnisch Sterławki Szlacheckie) nach Groß Stürlack eingemeindet. Die Einwohnerzahl stieg bis 1933 auf 941 und belief sich 1939 noch auf 870.
In Kriegsfolge kam Groß Stürlack 1945 mit dem gesamten südlichen Ostpreußen zu Polen und erhielt die polnische Namensform „Sterławki Wielkie“. Heute ist der Ort Sitz eines Schulzenamtes (polnisch sołectwo) und eine Ortschaft im Verbund der Stadt- und Landgemeinde Ryn (Rhein) im Powiat Giżycki (Kreis Lötzen), vor 1998 der Woiwodschaft Suwałki, seither der Woiwodschaft Ermland-Masuren zugehörig.

### Amtsbezirk Groß Stürlack (1874–1945)
Bei seiner Errichtung im Jahre 1874 bestand der Amtsbezirk Groß Stürlack aus sechs Dörfern, am Ende waren es noch vier:
| Name                           | Polnischer Name       | Bemerkungen                          |
| ------------------------------ | --------------------- | ------------------------------------ |
| Adlig Stürlack                 | Sterławki Szlacheckie | 1928 nach Groß Stürlack eingemeindet |
| Groß Stürlack                  | Sterławki Wielkie     |                                      |
| Grzybowen 1929–1945: Birkensee | Grzybowo              | 1939 nach Kronau eingemeindet        |
| Klein Stürlack                 | Sterławki Małe        |                                      |
| Kronau                         | Kronowo               |                                      |
| Mertenheim                     | Martiany              |                                      |

Am 1. Januar 1945 wurde der Amtsbezirk Groß Stürlack noch aus den Orten Groß Stürlack, Klein Stürlack, Kronau und Mertenheim gebildet.

## Kirche

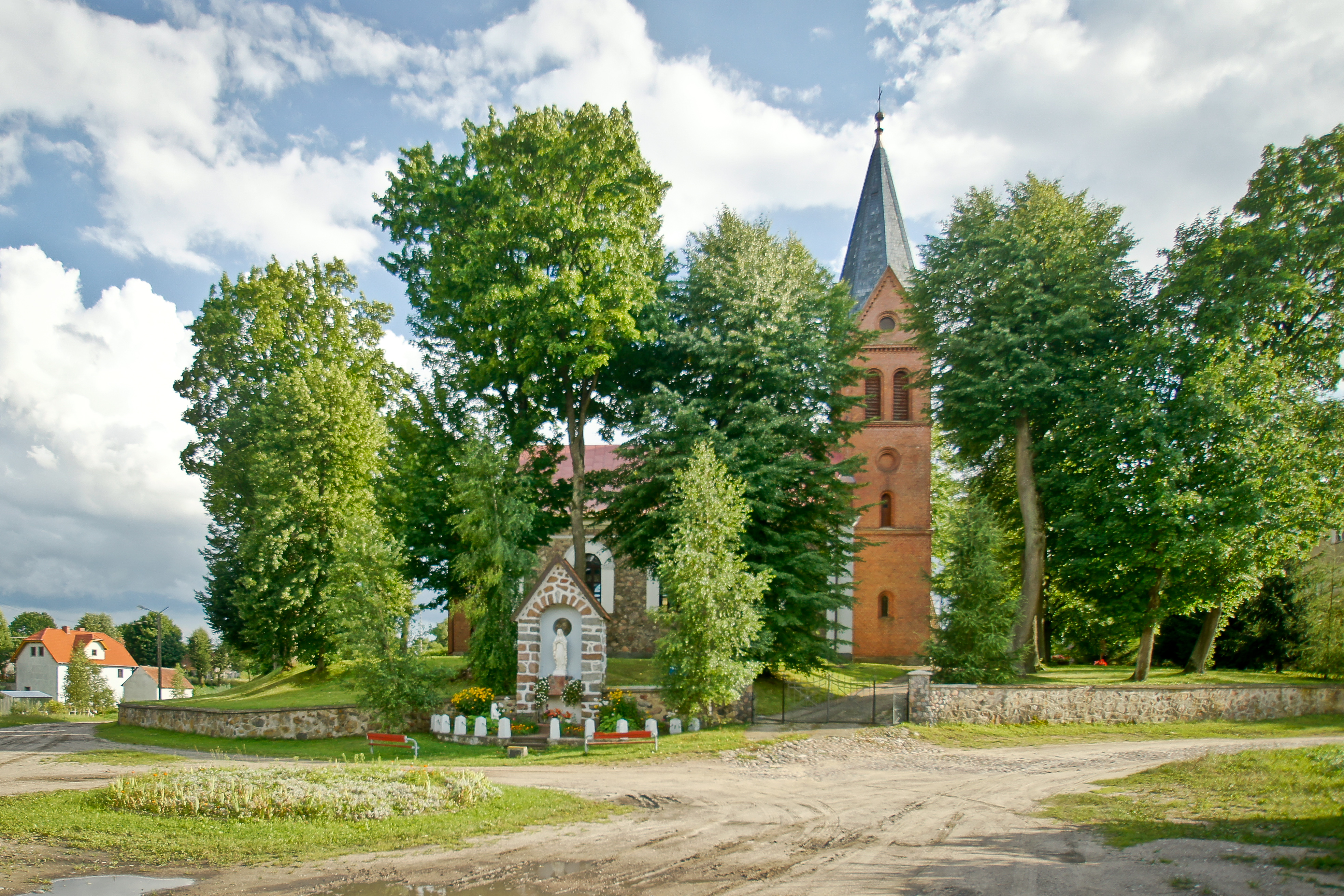
Die ehemals evangelische, heute römisch-katholische Pfarrkirche in Sterławki Wielkie

Mehr als 150 Jahre prägt die 1832 erbaute einst Evangelische Pfarrkirche Groß Stürlack das Bild des Ortes. Sie war bereits das dritte Gotteshaus im Ort. Heute ist nur noch eine kleine Kapelle Gotteshaus der Evangelisch-Augsburgischen Gemeinde, deren Pfarramt das der Pfarrkirche in Ryn (Rhein) ist. Sie steht in Sichtweite der Pfarrkirche, die seit 1945 unter dem Namen Kirche Zur Göttlichen Vorsehung der Römisch-katholischen Gemeinde gehört, die hier eine eigene Pfarrei mit einer Filialkapelle in Sterławki Małe (Klein Stürlack) errichtet hat.

## Persönlichkeiten des Ortes
- Rudolf Nadolny (* 12. Juli 1873 in Groß Stürlack), deutscher Diplomat († 1953)
- Walter Nadolny (* 13. Januar 1883 in Groß Stürlack), deutscher Jurist und Brauereidirektor († 1958)
- Heinz-Günter Wittmann (* 16. Januar 1927 in Groß Stürlack), deutscher Biochemiker († 1990)

## Verkehr

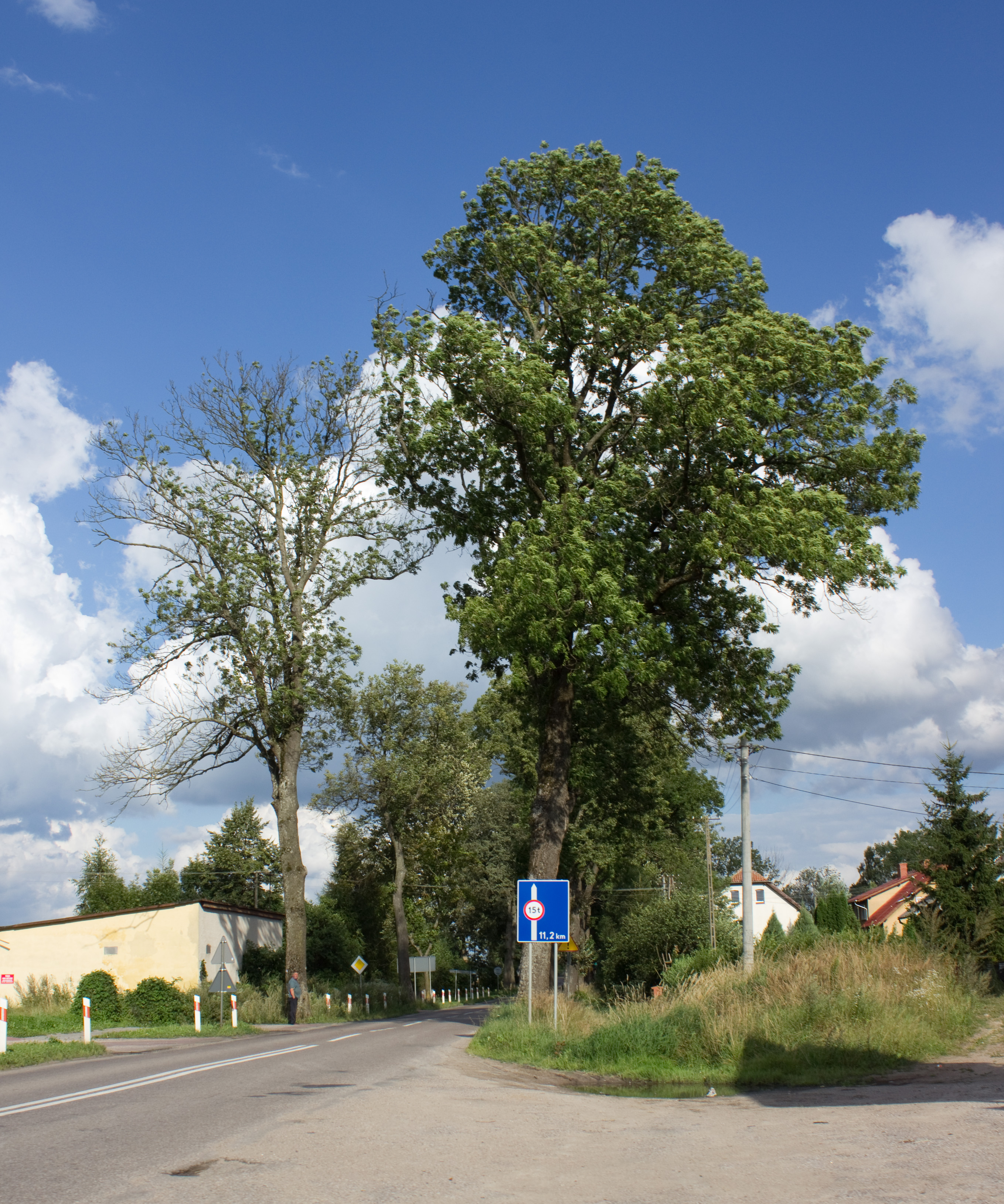
Straßeneinmündung in die DW 592

### Straße
Sterławki Wielkie liegt an den beiden Woiwodschaftsstraßen DW 592 und DW 642, die den Ort und seine Umgebung an die Kreise Bartoszyce (Bartenstein), Kętrzyn (Rastenburg) und Mrągowo (Sensburg) anschließen. Eine Nebenstraße führt von Kronowo (Kronau) am Deyguhnsee (polnisch Jezioro Dejguny) nach hier.

### Schiene
Seit Errichtung der Bahnstrecke 1868 ist Groß Stürlack (Sterławki Wielkie) eine Bahnstation an der Bahnstrecke Głomno–Białystok, die vor 1945 ihren Anfang in Königsberg (Preußen) nahm und bis nach Brest-Litowsk führte. Heute verläuft sie nur noch auf polnischem Terrain als Linie 38 der Polnischen Staatsbahn (PKP).